# Power chord

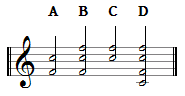
Acords.

El power chord (en català literal acord de potència), també anomenats quintes, musicalment són tons d'un acord que estan formats per la fonamental (nota que dona nom a l'acord), la seva quinta i en alguns casos, la seva octava. Aquests acords són recurrents principalment en estils de música actuals, com el rock, el punk i en el heavy metal.
El power chord de la guitarra moderna fou desenvolupat primer per Link Wray a Fredericksburg en 1958, durant la seva primera improvisació de la peça instrumental "Rumble".